# Конноли, Сара
Дама Сара Патриция Коннолли (англ. Sarah Patricia Connolly; род. 13 июня 1963) — британская оперная и камерная певица (меццо-сопрано). Наиболее известна исполнением партий в операх эпох барокко и классицизма, однако в её репертуар также входят произведения Вагнера и композиторов XX века. Дама-Командор Ордена Британской империи (2010).

## Биография
Сара Конноли родилась в графстве Дарем, образование получила в Школе королевы Маргариты (Йорк), изучала игру на фортепиано и вокал в Королевском колледже музыки. В течение пяти лет работала в Камерном хоре Би-би-си. Аккомпанировала джазовым певцам, некоторое время сама склонялась к тому, чтобы стать джазовой певицей, однако выбор сделала в пользу оперы.
В качестве солистки Конноли дебютировала на оперной сцене в партии Аннины («Кавалер розы», 1994). Прорывом для певицы стало исполнение партии Ксеркса в одноименной опере Генделя (постановка Николаса Хайтнера, Английская Национальная Опера, 1998). В 2005 году Конноли пела главную партию в «Юлии Цезаре» Генделя на Глайдборнском фестивале (режиссёр Дэвид Маквикар, запись спектакля на DVD получила премию «Граммофон»). За исполнение партии Секста в «Милосердии Тита» (режиссёр Дэвид Маквикар, Английская Национальная Опера, 2006) Конноли была номинирована на премию Оливье. В 2005 году певица дебютировала в Метрополитен-опера в том же произведении, но уже в роли Аннио.
В 2009 году Конноли пела в («Дидоне и Энее») в Ла Скала, дебютировала в этой же опере в Королевском театре Ковент-Гарден. В 2010 году певица исполнила партию Композитора в «Ариадне на Наксосе» в Метрополитен-опера. В 2011 году Коннолли получила премию ISM.
Сольный концерт Конноли в нью-йоркском Элис Талли Холл получил восторженный отзыв в New York Times.
Сара Конноли получила «Серебряную лиру» Королевского филармонического общества в номинации «Лучший сольный исполнитель» (2012). Получила премию 2013 Opera Awards в категории «Лучшая певица». 
Дебютировала в 2012 году в партии Фригг в «Кольце нибелунга» Вагнера (Королевский оперный театр), в этом же году, но несколько ранее, исполнила партию Федры в «Ипполите и Арисии» Рамо (Парижская Опера, Дворец Гарнье). В 2013 году Коннолли исполняла партию Федры на Глайдборнском оперном фестивале в постановке Джонатана Кента (дирижёр Уильям Кристи).
Проживает с мужем и дочерью Лили (2003 г. р.) в Котсуолд-Хилс (Глостершир).

## Записи
- Генри Пёрселл: «Дидона и Эней»; Chandos; Оркестр века Просвещения, 2009;
- Фрэнк Бридж[англ.]: Chandos/BBCNOW; Orchestral Songs; дирижёр — Ричард Хикокс, 2005;
- Эдуард Элгар: Naxos; «Сочинители музыки»/«Морские этюды»; Борнмутский симфонический оркестр; дирижёр — Саймон Райт. Номинация на премию «Грэмми» 2006 (Solo Vocal category);
- Эдуард Элгар: The Very Best of Elgar;
- Георг Фридрих Гендель: «Юлий Цезарь» (Glyndebourne, 2006) — Глайндборнский оперный фестиваль — Opus Arte; OAE; дирижёр Уильям Кристи; премия «Граммофон» (Best Early Opera);
- Гендель: Heroes and Heroines; Coro; The Sixteen; дирижёр — Гарри Кристоферс[англ.];
- Гендель: «Соломон»; Соломон; Harmonia Mundi[англ.] (вып. 2007);
- Леош Яначек: «Приключения лисички-плутовки»; ARTHAUS DVD; Жена Лесника; 1995;
- Густав Малер: «Волшебный рог мальчика»; OCE; Harmonia Mundi; дирижёр — Филипп Херревеге; 2006 en:Edison Award (Solo Vocal category)
- Феликс Мендельсон: Песни и дуэты Vol. 3; Hyperion, 2004
- Мендельсон: Оратория «Илия»; партия сопрано; Winged Lion, 2012;
- Моцарт: Большая месса си минор, Йозеф Гайдн: Scena di Berenice; Gabrieli Consort; McCreesh DG, 2006
- Арнольд Шёнберг: BBC Voices — Blood Red Carnations: Songs by Arnold Schoenberg; Black Box, 2002;
- Джон Тавенер: Children of Men
- The Exquisite Hour — Recital Disc: Songs by Brahms, Britten, Hahn, Haydn (Юджин Асти[англ.]) Signum Classics, 2006[14];
- Роберт Шуман: Songs of Love and Loss (Eugene Asti) — Chandos, 2008
- Эрих Корнгольд: Sonett für Wien: Songs of Erich Korngold; Сара Конноли (меццо-сопрано), William Dazeley (баритон), Иен Бёрнсайд (фортепиано); Signum Classics SIGCD160;
- Жан Филипп Рамо: «Торжества Гебы»; (Les Arts Florissants и Уильям Кристи) — Erato, 1997